# نبردناو کلاس هابسبورگ
نبردناو کلاس هابسبورگ (به انگلیسی: Habsburg-class battleship) یک کلاس از کشتی است که طول آن ۳۷۵ فوت ۱۰ اینچ (۱۱۴٫۶ متر) می‌باشد.